# Romni járás
A Romni járás (oroszul Ро́мненский райо́н) Oroszország egyik járása az Amuri területen. Székhelye Romni.

## Népesség
- 1989-ben 15 651 lakosa volt.
- 2002-ben 11 822 lakosa volt.
- 2010-ben 9 401 lakosa volt.